# Sportowe ratownictwo wodne na Światowych Wojskowych Igrzyskach Sportowych 2019 – sztafeta z przeszkodami 4 x 50 m mężczyzn
Sztafeta z przeszkodami 4 x 50 m mężczyzn – jedna z konkurencji sportowego ratownictwa wodnego rozgrywanych podczas Światowych Wojskowych Igrzysk Sportowych 2019 w chińskim Wuhan.  
Eliminacje i finał rozegrane zostały w dniu 20 października 2019 roku na pływalni Wuhan Five Rings Sports Center Natatorium. Złoty medal zdobyła sztafeta Chin z czasem 1:34,80, ustanawiając rekord świata, który został również nowym rekordem Igrzysk wojskowych.

## Rekordy
| Rekord świata             | Japonia (Naoya Hirano, Keisuke Hatano, Shun Nishiyama, Suguru Ando)     | 1:36,62 | Wrocław   | 21 lipca 2017 |
| Rekord igrzysk wojskowych | Niemcy (Christian Ertel, Adrian Flügel, Marcel Hassemeier, Danny Wieck) | 1:38,25 | Kaohsiung | 23 lipca 2009 |

## Terminarz
| Data                 | Godzina (UTC+8) | Wydarzenie             |
| -------------------- | --------------- | ---------------------- |
| 20 października 2019 | 10:15           | Wyścigi kwalifikacyjne |
| 20 października 2019 | 21:00           | Finał                  |

## Wyniki

### Kwalifikacje

#### Wyścig 1
| Poz. | Sztafeta   | Zawodnicy                                                            | Tor | Wynik   | Uwagi | Kwal. |
| ---- | ---------- | -------------------------------------------------------------------- | --- | ------- | ----- | ----- |
| 1    | Brazylia   | Guilherme Rosolen, Claudemir Kirmes, Gustavo Gimenes, Guilherme Roth | 2   | 1:41,50 |       | Q     |
| 2    | Rosja      | Daniił Markow, Nikołaj Poturaev, Egeni Kulikow, Nikolaj Skworcow     | 5   | 1:41,79 |       | Q     |
| 3    | Włochy     | Diego Giuglar, Amedeo Cesarano, Gianni Landi, Maurizio Tersar        | 4   | 1:45,51 |       | Q     |
| 4    | Kanada     | Zachary Keith Zeiler, Se Hyun Kim, Mathieu Marier, Douglas Young     | 6   | 1:46,46 |       | Q     |
| 5    | Szwajcaria | Cyrill Albus, Nico Lenzlinger, Sandro Michael Wagner, Bjoern Manser  | 3   | 1:48,71 |       | R     |
| 6    | Szwecja    | Max Petersson, Viktor Maansson, Linus Blomberg, Daniel Mattisson     | 7   | 1:58,75 |       |       |

Źródło:.

#### Wyścig 2
| Poz. | Sztafeta  | Zawodnicy                                                                                         | Tor | Wynik   | Uwagi | Kwal. |
| ---- | --------- | ------------------------------------------------------------------------------------------------- | --- | ------- | ----- | ----- |
| 1    | Chiny     | Su Weijun, Zhang Jia, Ling Huanan, Hou Yujie                                                      | 4   | 1:37,26 | CR    | Q     |
| 2    | Polska    | Wojciech Kotowski, Adam Dubiel, Hubert Nakielski, Cezary Kępa                                     | 5   | 1:40,54 |       | Q     |
| 3    | Iran      | Seyedamirmohammad Kazemi, Khshayar Hosseinian Naeini, Soheil Maleka Ashtiani, Pedram Maldarghasri | 7   | 1:44,00 |       | Q     |
| 4    | Niemcy    | Jan Malkowski, Fabian Thorwesen, Frithjof Koegler, Carl Anton Dalljo                              | 3   | 1:49,62 |       | Q     |
| 5    | Holandia  | Mike Bravenboer, Rick de Greef, Nick Alink, Youri Kool                                            | 2   | 1:48,71 |       | R     |
| 6    | Hiszpania | Toribio Miguel Lopez, Martin Sergio Martin, Gonzalez Marcos Lobelle, Garcia Abraham Trigo         | 6   | 1:49,80 |       |       |

Źródło:.

### Finał
| Poz.   | Sztafeta | Zawodnicy                                                                                         | Tor | Wynik   | Uwagi |
| ------ | -------- | ------------------------------------------------------------------------------------------------- | --- | ------- | ----- |
| złoto  | Chiny    | Su Weijun, Zhang Jia, Ling Huanan, Hou Yujie                                                      | 4   | 1:34,80 | WR    |
| srebro | Brazylia | Guilherme Rosolen, Claudemir Kirmes, Gustavo Gimenes, Guilherme Roth                              | 3   | 1:37,19 |       |
| brąz   | Polska   | Wojciech Kotowski, Adam Dubiel, Hubert Nakielski, Cezary Kępa                                     | 5   | 1:39,11 |       |
| 4      | Rosja    | Daniił Markow, Nikołaj Poturaev, Egeni Kulikow, Nikolaj Skworcow                                  | 6   | 1:39,59 |       |
| 5      | Iran     | Seyedamirmohammad Kazemi, Khshayar Hosseinian Naeini, Soheil Maleka Ashtiani, Pedram Maldarghasri | 2   | 1:43,29 |       |
| 6      | Włochy   | Diego Giuglar, Amedeo Cesarano, Gianni Landi, Maurizio Tersar                                     | 7   | 1:44,90 |       |
| 7      | Kanada   | Zachary Keith Zeiler, Se Hyun Kim, Mathieu Marier, Douglas Young                                  | 1   | 1:46,87 |       |
| –      | Niemcy   | Jan Malkowski, Fabian Thorwesen, Frithjof Koegler, Carl Anton Dalljo                              | 8   | DSQ     |       |

Źródło: